# Antocha (Orimargula) gracilipes
Antocha (Orimargula) gracilipes is een tweevleugelige uit de familie steltmuggen (Limoniidae). De soort komt voor in het Oriëntaals gebied.